# Ljunghusen

Plan Ljunghusen

Ljunghusen – miejscowość (tätort) w południowej Szwecji, w regionie administracyjnym (län) Skania (gmina Vellinge).
W 2010 roku Ljunghusen liczyło 2555 mieszkańców.

## Geografia
Ljunghusen położone jest ok. 25 km na południe od Malmö na półwyspie Falsterbonäset, na zachód od kanału Falsterbokanalen, stanowiącego granice z sąsiednią miejscowością Höllviken w południowo-zachodniej części prowincji historycznej (landskap) Skania.

## Historia
Nazwa Ljunghusen związana jest z powszechnie występującym na półwyspie Falsterbonäset wrzosem (szw. ljung). Rozwój miejscowości nastąpił na początku XX wieku, kiedy wraz z doprowadzeniem w 1904 roku linii kolejowej Hvellinge-Skanör-Falsterbo Järnväg (następnie Falsterbobanan, zlikwidowana w 1971 roku) zaczęto budować pierwsze domy letniskowe i stopniowo osiedlać się tam na stałe. W latach 1905–1924 w Ljunghusen funkcjonowała linia tramwaju konnego.

## Atrakcje turystyczne
Miejscowość znana jest ze swoich piaszczystych plaż oraz pola golfowego, należącego do klubu Ljunghusens GK.